# Чёрная магия (фильм, 1949)
«Чёрная магия» (англ. Black Magic) — кинофильм режиссёра Грегори Ратоффа, вышедший на экраны в 1949 году. Экранизация романа Александра Дюма «Жозеф Бальзамо». Считается, что некоторые сцены фильма были поставлены Орсоном Уэллсом, сыгравшим в ленте главную роль.

## Сюжет
Цыган Жозеф Бальзамо потерял в детстве родителей, которые были повешены по обвинению в колдовстве. Мальчик был спасён Гитано, но поклялся отомстить виконту де Монтаню, вынесшему приговор. Жозеф был воспитан Гитано, вместе с которым выступал на ярмарках, демонстрируя «магические» фокусы. На венской ярмарке молодого человека замечает доктор Месмер, объясняющий, что Жозеф обладает даром гипноза. Поверив в свою исключительность, Жозеф принимает имя графа Калиостро и отправляется в триумфальное турне по городам Европы. Наконец, он прибывает в Париж, где оказывается в центре заговора мадам Дюбарри против принцессы Марии Антуанетты...

## В ролях
- Орсон Уэллс — Жозеф Бальзамо, граф Калиостро
- Нэнси Гилд — Мария Антуанетта / Лоренца
- Аким Тамиров — Гитано
- Фрэнк Латимор — Жильбер де Резель
- Валентина Кортезе — Зораида
- Марго Грэм — мадам Дюбарри
- Стивен Бекасси — виконт де Монтань
- Берри Крёгер — Александр Дюма (отец)
- Грегори Гайе — Шамбор / монах
- Реймонд Берр — Александр Дюма (сын)
- Роберт Аткинс — Людовик XV
- Ли Кресел — Людовик XVI
- Чарльз Голднер — доктор Франц Месмер
- Тамара Шэйн — Мария Бальзамо
- Татьяна Павлова — мать